# Ramal de Pirapetinga
Der Ramal de Pirapetinga ist eine historische Eisenbahnstrecke im Südosten des brasilianischen Bundesstaats Minas Gerais.

## Geschichte
Es wurde 1879 das erste Teilstück dieser Gleisstrecke eröffnet und 1883 ging dieses Anschlussgleis an Estrada de Ferro Leopoldina über. 1964 kam es zur Stilllegung der Teilstrecke. 